# Jiří Žák
Pour les articles homonymes, voir Zak.
Ne doit pas être confondu avec Jerry Zaks.
Jiří Žák, né le 11 novembre 1917 à České Budějovice et mort le 29 janvier 1986 à Hambourg, est un ancien résistant tchécoslovaque qui a été détenu au camp de concentration de Buchenwald pendant la Seconde Guerre mondiale. Membre du Parti communiste tchécoslovaque, il était à la tête de l'orchestre de jazz clandestin qu'avaient monté les détenus dans le camp.
À la libération du camp par les hommes de la 3e armée américaine, il dirige le concert donné devant les troupes, le 19 avril 1945.
Il a survécu à la guerre, et vit à Prague en 1969. Il est mort à Hambourg, exilé après le Printemps de Prague de 1968.